# Todidae
Los tódidos (Todidae), conocidos comúnmente como barrancolíes, cortacubas, cartacubas o  sanpedritos, son una familia de aves coraciformes endémicas del Caribe insular. Incluye un único género: Todus.

## Especies
Se reconocen cinco especies dentro del género Todus:

- Todus multicolor - barrancolí cubano o cartacuba;
- Todus subulatus - barrancolí picogrueso o cortacubas de pico ancho;
- Todus angustirostris - barrancolí picofino o cortacubas de pico fino;
- Todus todus - barrancolí jamaicano o cortacubas jamaiquino;
- Todus mexicanus - barrancolí puertorriqueño o sanpedrito de Puerto Rico.